# Борово (Псковська область)
Борово (рос. Борово) — присілок в Великолуцькому районі Псковської області Російської Федерації.
Населення становить 7 осіб. Входить до складу муніципального утворення Пореченська волость.

## Історія
Від 2014 року входить до складу муніципального утворення Пореченська волость.

## Населення
| 2001 | 2002 | 2010 |
| ---- | ---- | ---- |
| 9    | ↘8   | ↘7   |